# الإمبراطورة (فلم)
الإمبراطورة فيلم مصري من إنتاج عام 1999.

## القصة
(زنوبة) خادمة فقيرة، يخدعها (أحمد) ابن مخدومتها بعد أن صدقت أنه يحبها، ثم تعود إلى الحارة التي تعيش فيها أسرتها محطمة، وتقرر التخلص من الفقر مع شقيقيها (سالم) و(زينهم) بالمتاجرة في المخدرات، وفي نفس الوقت يصبح (أحمد) ضابط الشرطة مسئولًا عن مكافحة تجارة المخدرات.

## الممثلين والشخصيات
| - نادية الجندي بدور زنوبة بشندي/زيزي أبو المعاطي. - أحمد بدير بدور سالم بشندي. - محمد رياض بدور زينهم بشندي. - جمال عبد الناصر بدور الضابط فؤاد. - إبراهيم يسري بدور مجدي الإبراشي. - خليل مرسي بدور العميد. - سامي سرحان بدور المعلم صبحي - تاجر مخدرات. - فؤاد خليل بدور زكي أفندي - المدمن. | - علاء عوض بدور سوكا. - محمود العراقي بدور المعلم شلبي - تاجر مخدرات. - مجدي فكري بدور بلاجه. - غادة إبراهيم بدور روحية. - محمد ناجي بدور علي. - نجوى كامل بدور زوجة أحمد فؤاد. - حسن حسين بدور المعلم نصار - مقاول البياض. - أحمد سامي عبدالله بدور بشندي. |